# ラ・フォーゼ
ラ・フォーゼ読み方（La Foce）は、フィレンツェとローマの中間のヴァル・ドルチャにある南トスカーナ自治州のモンテプルチャーノ、キウージおよびキアンチャーノ・テルメの近くにある大規模な屋敷である。

## 歴史

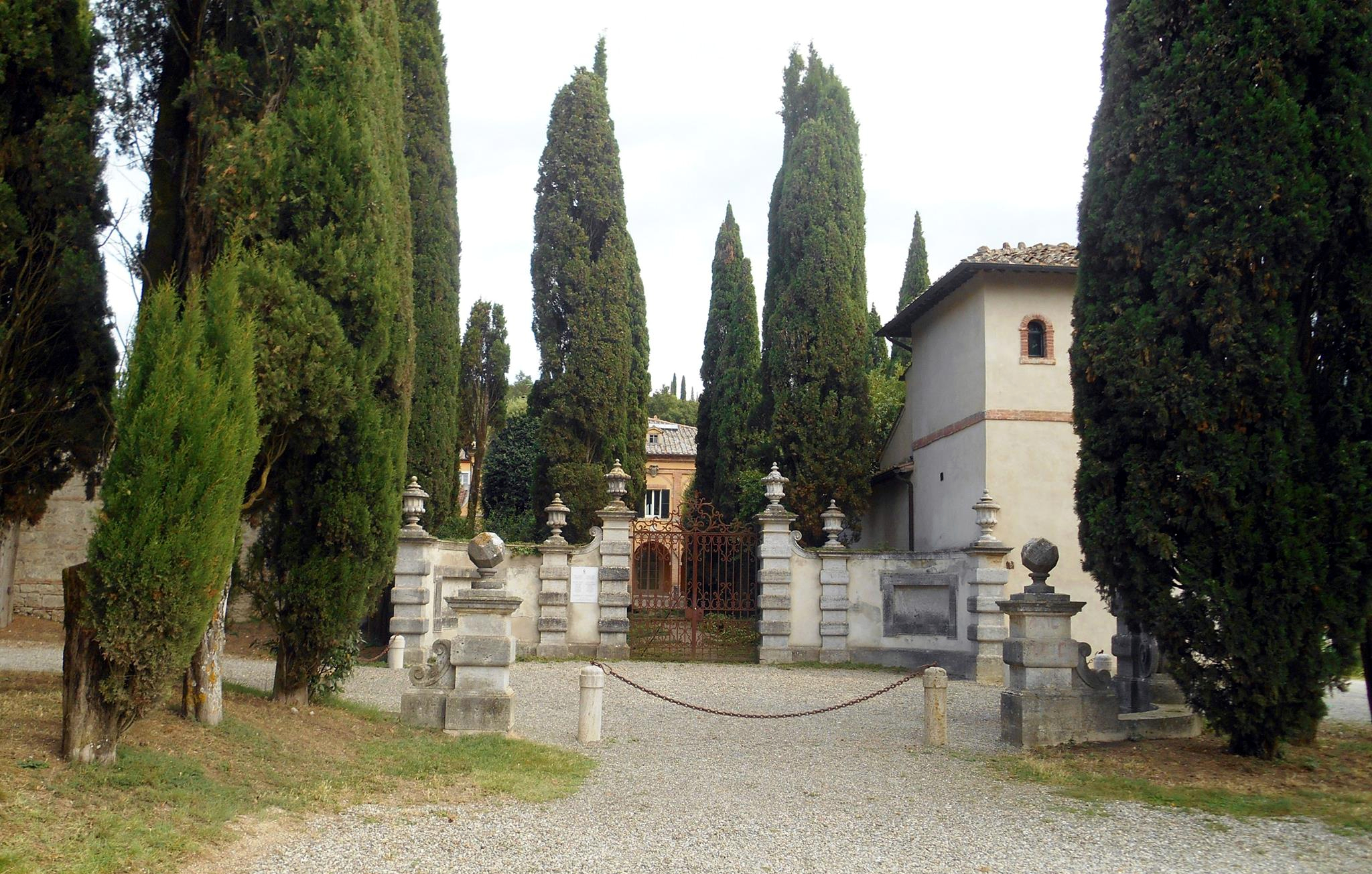
2016年当時のラ・フォーゼ

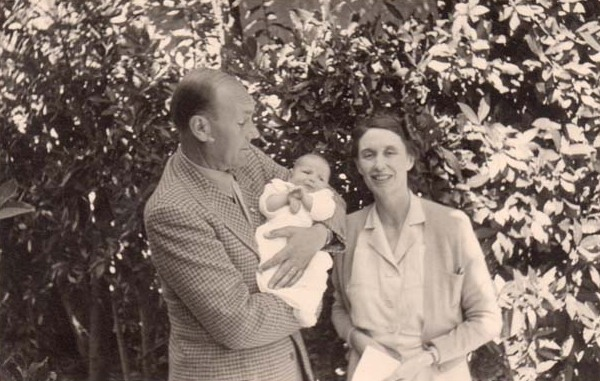
ラ・フォーゼで娘のドゥナータといるアントニオとアイリス・オリゴ（1943年撮影）

ラ・フォーゼはフランスからローマまでを通る古代道路と巡礼者の道であるヴィア・フランチジェナにある。ここでは幾多の世紀を経ても、途切れることなく人々が生息している。このヴィラは15世紀後半にヴィア・フランチジェナを旅する巡礼者や商人のためのホスピスとして建てられた。近くにはエトルリア都市国家があり、紀元前7世紀から紀元2世紀までの墓所が発掘されている。

### 復元
1924年、ウィリアム・バイヤール・カッティングと第5代デサルト伯爵ハミルトン・カフの孫娘で著作家のアイリス・オリゴは、侯爵クレメンテ・オリゴの息子であるアントニオ・オリゴとともに老朽化した屋敷を購入した。2人は結婚後にここに移り住んだ。1920年代後半、オリゴ家は政府の財政援助を受けて15世紀後半竣工のヴィラの改修を行った。この洗練された庭園はイギリス人建築家のセシル・ピンセントが設計したものであり、園芸家でテレビ司会者のモンティ・ドンは「ピンセントによる最後で最高のイタリア式庭園」と語っている。ピンセントはヴィラ・ル・バルゼやヴィラ・イ・タッティを含むトスカーナ州にある幾つかの庭園も創作していた。これらのヴィラには約20年前にピンセントの「最初の」イタリア式庭園を依頼したバーナード・ベレンソンの常連客であるアイリスの母親が住んでいた。
オリゴ家は25世帯の家族を雇い、地元に住む約50人の子供達に授業を行い、子供達の幸福を保証した。彼らは1920年代から1930年代にかけて小作農民のために35軒の住宅を建てた。
アイリスとアントニオが亡くなった後、娘のベネディッタとドゥナータは土地の約3分の2を売却し、残りの分を2人で分け合った。今日でも一族の末裔は建物を保有しており、行楽地として運用されている。

## 大衆的な文化
アイリス・オリゴの著書『ヴァル・ドルチャの戦争』の中でこの屋敷が取り上げられていて、敷地面積が7000エーカー（2833ヘクタール）ある土地に57軒の農場があったことが書かれている。
BBC Twoで放送された「モンティ・ドンのイタリア式庭園」ではベネディッタ・オリゴへのごく短いインタビューだけでなくラ・フォーゼの庭園についても特集されている。

## 栄誉
国際的音楽祭である「シエーナの地での出会い」は、土地にある中世の城であるカステッルッチョで開催されている。オリゴ家を偲んで毎年7月に開催されている。